# Закачалка
Закачалка е предмет, предназначен за окачване на дрехи – палта, шапки, блузи, панталони и други. Наподобява формата на човешки рамене и има за цел да предпазва дрехите от гънки и измърсяване. Закачалките се закачат на пръчка в гардероб, като дрехите висят на тях високо над пода. Изработват се от метал, дърво или пластмаса.
Съществуват и други видове закачалки – от обикновен гвоздей забит на стената до рога на елен. Има такива, които се закрепват на стената и представляват рафт с кукички или пръчка, както и такива, които стоят прави на пода Закачалка за палта.